# Edgar Mrugalla
Edgar Mrugalla (* 11. Juli 1938 in Berlin; † 22. September 2016 in Düsseldorf) war ein deutscher Maler und Kunstfälscher. 

## Leben
Edgar Mrugalla erhielt nur eine kurze Schulbildung und besuchte bis 1952 die Volksschule. Danach war er in mehr als 30 Berufen wie Hilfsbootsbauer, Bimmeljunge, Heizer, Preisboxer sowie als Kohle-, Öl- und Zeitungsfahrer tätig. Ab 1957 lebte er in West-Berlin, wo er sich mit dem Handel verschiedenster Waren Geld verdiente. 1966 heiratete er. Zu dieser Zeit war er als Kipper- und Heizölfahrer tätig.
Im Jahr 1968 gründete Mrugalla eine Entrümpelungsfirma und eröffnete einen Trödelladen. Aufgrund fehlenden Sachverstandes verkaufte er Gemälde teils unter Wert. In der Folge begann er, sich autodidaktisch mit Malerei und der Restaurierung von Ölgemälden zu beschäftigen. 1971 trat Mrugalla dem „Bund Bildender Künstler“ (BBK) in Berlin bei und fertigte erste Kopien an. Diese verkaufte er günstig an Händler, die mithilfe von Expertisen hohe Gewinne erzielten.
1974 fand Mrugalla bei einer Entrümpelung 24 farbige Kreidezeichnungen von Otto Mueller, die er zum Verkauf anbot. Allerdings wurden Kunsthändler durch die hohe Anzahl misstrauisch und zeigten Mrugalla an. Nach einer Hausdurchsuchung wurden die Zeichnungen beschlagnahmt und Mrugalla der Fälschung beschuldigt. Nach einem über acht Jahre dauernden Prozess wurde er freigesprochen, jedoch war sein Ruf als Restaurator, Antiquitätenhändler und Künstler beschädigt. 
1980 zog Mrugalla nach Nordhastedt in ländliches Gebiet. Dort kopierte er etwa 3000 verschiedene Werke. Die Fälschungen brachten unseriöse Kunsthändler und Kriminelle, aber auch renommierte Galeristen in den Umlauf. 1987 wurde Mrugalla verhaftet, nachdem die große Zahl von Kopien von Werken Picassos Aufmerksamkeit erregt hatte; die angefertigten Fälschungen wurden beschlagnahmt und vernichtet. Mrugalla wurde zu zwei Jahren Haft verurteilt, die auf drei Jahre zur Bewährung ausgesetzt wurden. Es folgten Ausstellungen seiner Werke in ganz Europa.
Im Jahr 1990 eröffnete Edgar Mrugalla eine Galerie in Büsum, in der er eigene Werke und gekennzeichnete Fälschungen legal ausstellte und verkaufte. Außerdem gab er Malunterricht. 1993 veröffentlichte Mrugalla seine Erinnerungen unter dem Titel König der Kunstfälscher.
1997 erkrankte Mrugalla an Morbus Parkinson. 2006 starb seine Frau. Daraufhin zog er sich aus der Öffentlichkeit zurück. Seit 2008 lebte Mrugalla in Düsseldorf. Er hatte drei Kinder.
Der Fall Mrugalla wird in dem erstmals 2009 von den Sendern Arte und 3sat ausgestrahlten Dokumentarfilm Große Meister – Leichte Beute? behandelt.